# Teodosio
Flavio Teodosio Augusto (in latino: Flavius Theodosius Augustus; Hispania, 11 gennaio 347 – Milano, 17 gennaio 395) è stato un generale e politico romano, imperatore dal 379 fino alla morte.

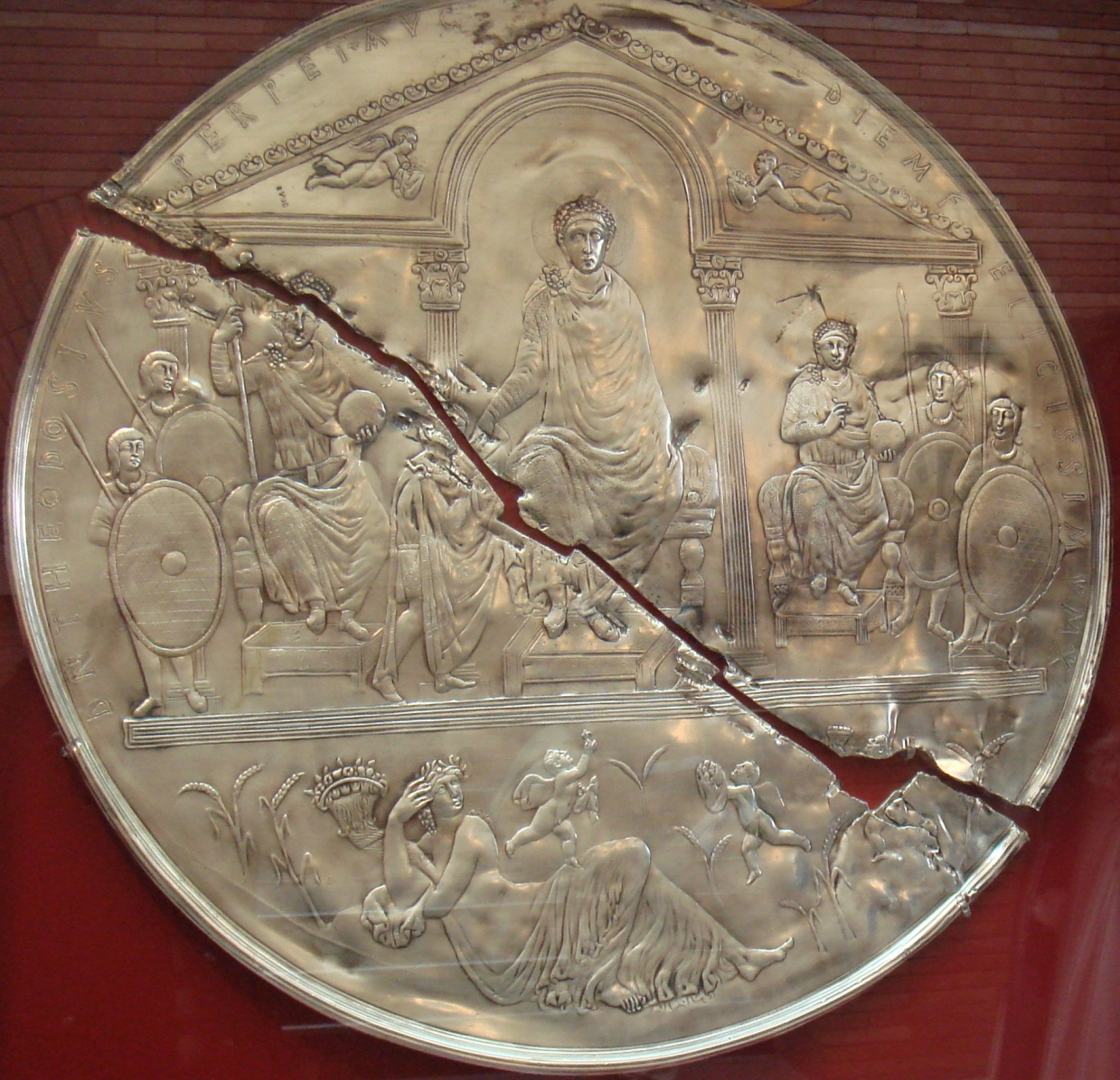
Missorio di Teodosio, Real Academia de la Historia, Madrid.

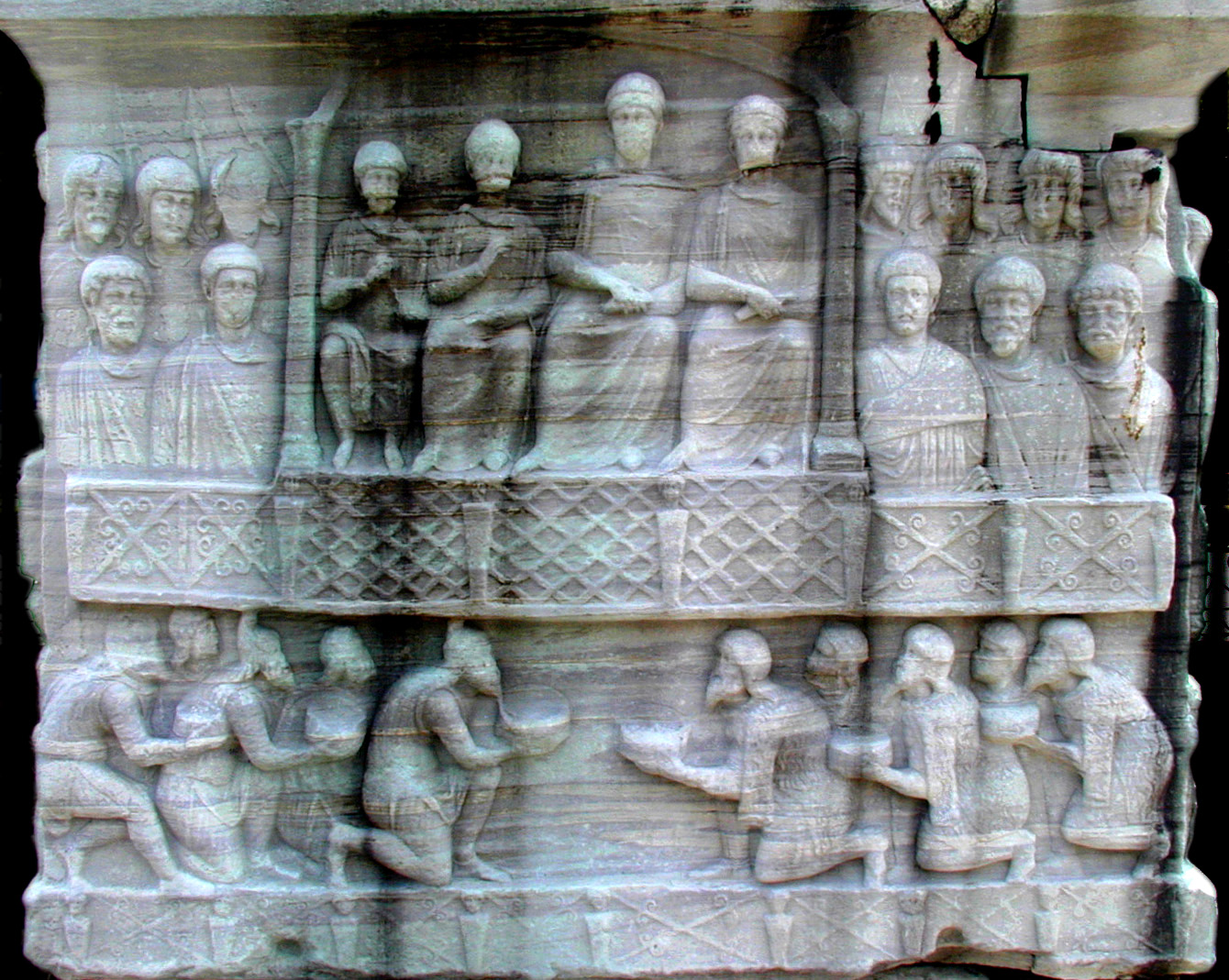
Una faccia del basamento dell'obelisco detto di Teodosio I, nell'Ippodromo di Costantinopoli.

Fu l'ultimo imperatore dell'impero romano prima della separazione tra Pars Occidentalis e Pars Orientalis. Nel 380, con l'editto di Tessalonica, fece del Cristianesimo la religione unica e obbligatoria dell'Impero; per questo fu chiamato Teodosio il Grande dagli scrittori cristiani e le Chiese orientali lo venerano come santo (San Teodosio I il Grande, commemorato il 17 gennaio).
Si diceva che Teodosio fosse un amministratore diligente, austero nelle sue abitudini, misericordioso e un devoto cristiano. Per secoli dopo la sua morte, Teodosio venne visto come un campione dell'ortodossia cristiana, che aveva definitivamente annientato il paganesimo. In effetti, la sua politica anti-pagana, attraverso i decreti teodosiani, divenne estremamente dispotica e portò a un numero elevato di persecuzioni verso i pagani e a una compressione delle libertà dei pagani.
Gli studiosi moderni tendono a ritenere la celebrazione di Teodosio come un'interpretazione degli scrittori cristiani. È abbastanza accreditato, invece, che abbia presieduto a un risveglio dei motivi dell'arte classica, che alcuni storici hanno definito "rinascimento teodosiano".
La sua opera di pacificazione nei riguardi dei Goti assicurò la pace all'impero durante la sua vita, ponendo le basi per la sopravvivenza della parte orientale (la più ricca e destinata a lunga vita), al collasso dopo le gravi sconfitte subite ad Adrianopoli e Tessalonica per mano dei Goti stessi.
Inoltre, Teodosio ha ricevuto critiche per aver difeso i propri interessi dinastici, a costo di due guerre civili. I suoi due figli si rivelarono governanti deboli e incapaci e furono partecipi di un periodo di invasioni straniere e intrighi di corte che indebolirono pesantemente l'Impero. I discendenti di Teodosio (vedi Dinastia teodosiana) governarono il mondo romano per i successivi sei decenni e la divisione est-ovest durò fino alla caduta dell'Impero d'Occidente alla fine del V secolo.

## Biografia

### Origini e carriera militare
Teodosio nacque in Hispania, per Idazio e Zosimo a Cauca (odierna Coca, nella Castiglia e León), nella Galizia romana, mentre per Giordane e Conte Marcellino a Italica, nella Betica, l'11 gennaio del 347 da una facoltosa famiglia della nobiltà romana locale professante la religione cristiana. Suo padre, Teodosio (chiamato dagli storici "il Vecchio" per poterlo distinguere dal figlio), fu un funzionario imperiale di rango elevato, guadagnatosi la carica di Comes Britanniarum per il ruolo decisivo da lui ricoperto nella pacificazione della Britannia durante la cosiddetta "cospirazione barbarica"; sua madre, invece, si chiamava Flavia Termanzia. Teodosio aveva un fisico ben proporzionato, i capelli biondi e un naso aquilino. Uomo non privo di valore, come ci viene tramandato da Zosimo, condivideva la vita dei soldati e, pur amando la magnificenza e i piaceri, sapeva ritrovare tutta la propria forza ed energia nei momenti di pericolo.
Il giovane Teodosio fece la carriera militare, seguendo le orme del padre. Nel 368 Teodosio il Vecchio era in Britannia, dove era stato inviato dall'imperatore Valentiniano I col compito di reprimere una cospirazione: qui lo raggiunse il figlio Teodosio al comando di truppe scelte. Il successo nell'operazione fece ottenere a Teodosio padre il comando dell'esercito, e il figlio restò al suo servizio nel nuovo incarico. Nel 373, dopo una vittoria sui Sarmati, Teodosio il Vecchio fu incaricato di recarsi in Africa a sedare la rivolta dell'usurpatore Firmo, e anche in questo caso fu seguito dall'omonimo figlio, il quale, però, non partecipò alla vittoria del padre, nel 374, in quanto quello stesso anno teneva il suo primo comando in Mesia, quello di dux Moesiae, con l'incarico di difendere la provincia dagli attacchi dei Sarmati.
La promettente carriera del futuro imperatore subì un arresto improvviso dopo la morte dell'imperatore Valentiniano, cui succedettero Graziano e Valentiniano II in Occidente mentre Valente continuò a governare in Oriente. Nel 375/376 il padre fu accusato di alto tradimento per i fatti legati alla campagna africana: Teodosio il Vecchio fu giustiziato a Cartagine nel 376 e suo figlio perse il proprio incarico, tornando a vita privata nelle sue terre in Spagna, dove sposò la conterranea Flaccilla, da cui ebbe due figli: Arcadio e Onorio.

### Imperatore d'Oriente
Nulla si sa di lui fino a quando, il 19 gennaio 379, in seguito alla morte dell'imperatore Valente nella disastrosa battaglia di Adrianopoli combattuta contro i Goti, l'imperatore Graziano lo associò alla guida dello Stato, affidandogli la parte orientale dell'impero. Teodosio fissò inizialmente la propria residenza a Tessalonica. Verso la fine del 379 si ammalò gravemente e, ritenuto in punto di morte, venne battezzato dal vescovo di Tessalonica Acolio.

#### Rapporti diplomatici e militari con i Goti
Durante il regno di Teodosio le regioni orientali rimasero relativamente tranquille, anche se i Goti e i loro alleati, insediatisi stabilmente nei Balcani, erano motivo di continuo allarme. La tensione crebbe a poco a poco, tanto che, a un certo punto, l'imperatore associato Graziano rinunciò a mantenere il controllo delle province illiriche e si ritirò a Treviri, allora compresa nel territorio della Gallia. La manovra aveva lo scopo di consentire a Teodosio di portare avanti senza intralci le successive operazioni militari.
Un motivo di grave debolezza degli eserciti romani del tempo era legato alla pratica di arruolare contingenti fra le popolazioni barbare e farli combattere contro altri barbari, spesso etnicamente affini. Per tentare di limitare gli effetti negativi che ne derivavano, Teodosio inviò ripetutamente le nuove reclute in Oriente, nelle province più lontane dai confini danubiani (soprattutto in Egitto), con la necessaria e costosa conseguenza di doverle rimpiazzare con leve romane più affidabili reclutate in altre aree dell'impero. Tale politica non fu esente da inconvenienti: oltre a improvvise defezioni si registrarono anche incomprensioni e persino scontri armati fra Romani e federati barbari. A Filadelfia, in Lidia, i federati Goti diretti in Egitto incontrarono sul proprio cammino un'armata romana proveniente da questa stessa provincia e ingaggiarono contro di essa una assurda e sanguinosa battaglia.
Graziano inviò alcuni generali per liberare l'Illiria dai Goti, consentendo a Teodosio, sconfitto a Tessalonica dai Goti e scampato per un soffio alla morte, di entrare finalmente a Costantinopoli il 24 novembre del 380, al termine di una campagna militare durata due anni. Il 3 ottobre 382 fu stipulato con i Goti stessi, o perlomeno con quelli che erano scampati alla guerra, un trattato che li autorizzava a stanziarsi lungo il corso del Danubio, che allora costituiva il confine dell'impero, e più precisamente nella diocesi di Tracia, e di godervi un'ampia autonomia. In seguito molti di loro avrebbero militato stabilmente nelle legioni romane, altri avrebbero partecipato a singole campagne militari in qualità di federati, altri ancora, riuniti in bande di mercenari, avrebbero continuato a cambiare alleanza, finendo col diventare un motivo di grande e perdurante instabilità politica per tutto l'impero. Negli ultimi anni del regno di Teodosio uno dei capi goti emergenti, Alarico I, partecipò alla campagna che Teodosio condusse nel 394 contro il rivale Eugenio, per poi rivoltarsi contro Arcadio, figlio di Teodosio e suo successore in Oriente, subito dopo la morte dello stesso Teodosio.

#### Il cristianesimo diventa religione di Stato
All'inizio del suo regno Teodosio insieme agli altri due augusti, Graziano e Valentiniano II, promulgò nel 380 l'editto di Tessalonica, con il quale il credo niceno diveniva la religione unica e obbligatoria dello Stato, che era imposta a tutti i sudditi. La nuova legge riconosceva esplicitamente il primato delle sedi episcopali di Roma e di Alessandria in materia di teologia; grande influenza avevano inoltre i teologi di Costantinopoli, i quali, essendo sotto la diretta giurisdizione dell'imperatore, erano a volte destituiti e reintegrati in base al loro maggiore o minore grado di acquiescenza ai voleri imperiali.
Teodosio professava il credo niceno che si contrapponeva all'arianesimo: solo due giorni dopo essere giunto a Costantinopoli (il 24 novembre 380), Teodosio, con un atto che non mancò di produrre una violenta reazione, espulse dalla città il vescovo ariano Demofilo di Costantinopoli, affidando la conduzione delle chiese cittadine a Gregorio di Nazianzo, il patriarca della piccola comunità locale che praticava il credo niceno.
Teodosio convocò inoltre nel 381 il primo concilio di Costantinopoli per condannare le eresie che si opponevano al credo niceno; durante questo concilio venne elaborato il simbolo niceno-costantinopolitano (una estensione del primo credo niceno), largamente in uso ai giorni nostri nella liturgia cattolica.
Nel 383 il giorno di riposo, il dies solis, ora rinominato dies dominicus, divenne obbligatorio:
(Codice Teodosiano 11.7.13)
Altri provvedimenti nel 381 ribadirono la proibizione di tutti i riti pagani e stabilirono che coloro che da cristiani fossero ritornati alla religione pagana avrebbero perso il diritto di fare testamento legale.. L'auspicia e la stregoneria furono considerati reati punibili.
Vennero proibite le visite ai templi, molti dei quali furono distrutti, come per esempio il santuario di Delfi, che venne raso al suolo nel 390.
Nel 382 si sanciva, tuttavia, la conservazione degli oggetti pagani che avessero valore artistico. Il divieto dei sacrifici e delle pratiche divinatorie a essi collegate venne ribadito nel 385.

#### Guerre civili
Nel 383 Graziano morì assassinato mentre si apprestava a combattere contro Magno Massimo, proclamato imperatore dalle legioni di Britannia. Appena raggiunto il potere, Magno Massimo inviò una ambasciata a Teodosio per proporre un trattato di amicizia che fu accettato, anche se l'imperatore orientale si stava preparando segretamente per la guerra.
Sempre per sviare l'avversario, Teodosio impartì l'ordine di erigere una statua in onore di Magno Massimo ad Alessandria; l'ordine venne eseguito dal prefetto del pretorio Materno Cinegio, che era stato inviato in Oriente per reprimere gli antichi culti pagani.
Nel 387, Massimo Magno attraversò le Alpi, arrivando a minacciare Milano, sede della prefettura d'Italia retta da Valentiniano II e dalla madre, che cercarono rifugio da Teodosio I, il quale ottenne in sposa Galla, sorella di Valentiniano.
Teodosio mosse guerra a Magno Massimo, che fu sconfitto a Siscia (oggi Sisak), nella battaglia della Sava, a Poetovio (allora in Pannonia, odierna Ptuj in Slovenia) e definitivamente ad Aquileia nel 388.
Valentiniano II fu restaurato a Milano e sotto l'influenza di Teodosio lasciò l'arianesimo e aderì alla fede cattolica professata dal Concilio di Nicea.

#### Teodosio a Milano
Nell'ottobre del 388 Teodosio si stabilì a Milano, dove aveva fissato la propria residenza anche Valentiniano II, facendone la sua capitale e dimorandovi, salvo brevi interruzioni, per oltre due anni, fino all'aprile del 391. Intensa fu in questo periodo l'attività legislativa dell'imperatore ispanico, tesa a combattere gli abusi: gratificazioni non dovute che i funzionari esigevano, produzione di monete false, violenze compiute da schiavi talvolta istigati dai loro stessi padroni, vendita di bambini da parte di genitori ridotti in miseria, campi saccheggiati di notte dai militari che oltretutto si dedicavano a tendere imboscate sulle strade. Una legge che dichiarava nulli i codicilli e le clausole mediante i quali venivano attribuiti lasciti all'imperatore o a membri della sua famiglia fu particolarmente lodata da Quinto Aurelio Simmaco.

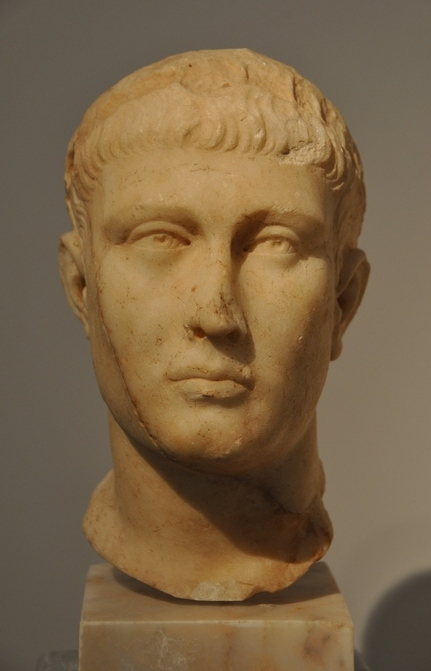
Busto di Teodosio il Grande

#### Ambrogio e Teodosio

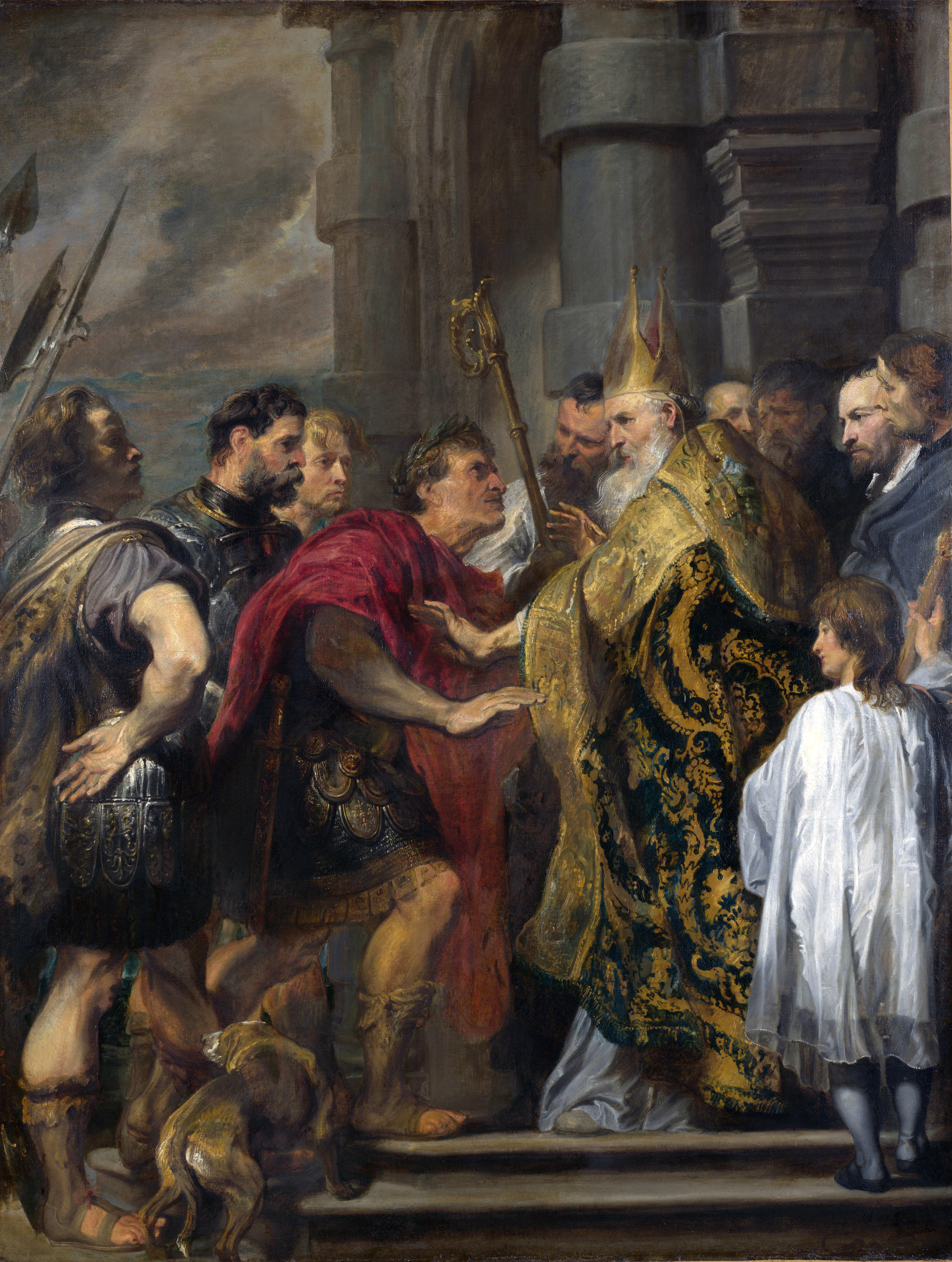
L'imperatore Teodosio e sant'Ambrogio, dipinto di Van Dyck, Palazzo Venezia, Roma. Sant'Ambrogio rifiuta l'ingresso in chiesa all'imperatore

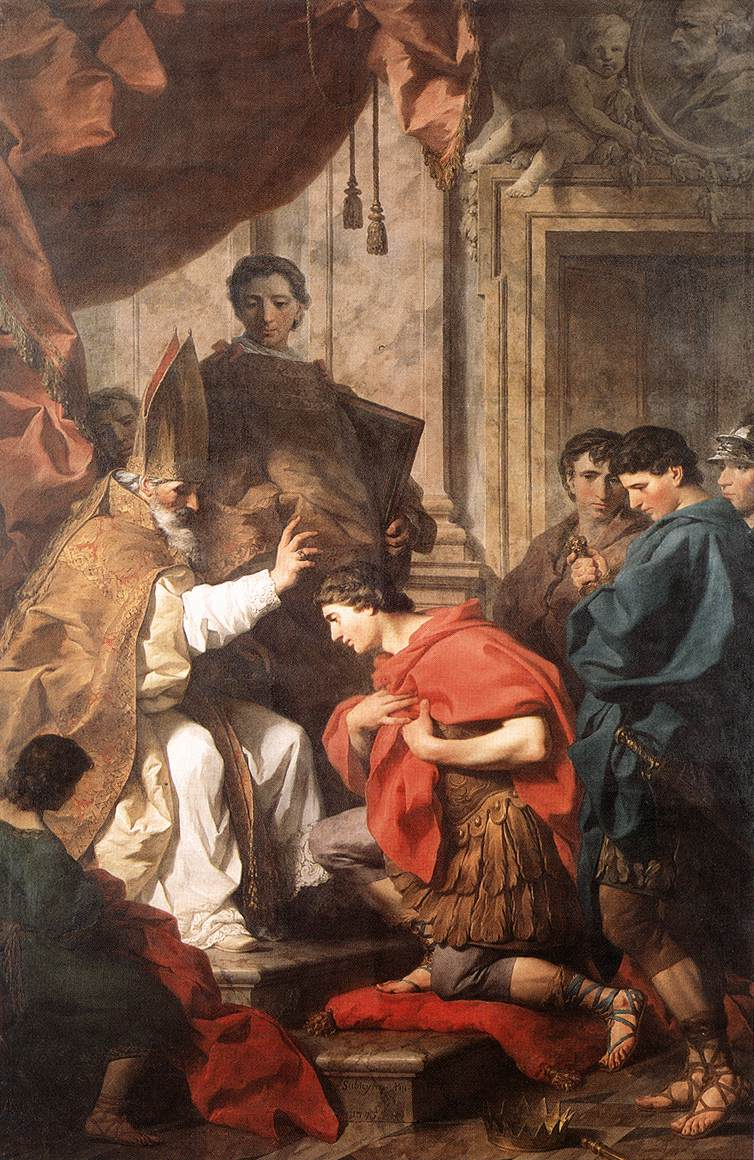
Sant'Ambrogio converte Teodosio, tela di Pierre Subleyras, 1745

Nel giugno del 390 la popolazione di Tessalonica (l'odierna Salonicco) si ribellò e impiccò il magister militum dell'Illirico e governatore della città Buterico, reo di aver arrestato un famoso auriga e di non aver permesso i giochi annuali. Teodosio ordinò una rappresaglia; venne organizzata una gara di bighe nel grande circo della città a pochi giorni dai fatti, e, chiusi gli accessi, vennero trucidate circa 7000 persone. Giunta la notizia a Milano, Ambrogio, vescovo di Milano, scrisse a Teodosio una lettera sdegnata e lo indusse, anche grazie alla considerazione che aveva presso di lui, a pentirsi e a richiedere pubblicamente perdono che venne infine concesso dal vescovo; nel Natale del 390 l'imperatore poté tornare a comunicarsi. Inoltre, lo stesso Ambrogio convince Teodosio a firmare una legge per la quale debbano trascorrere 30 giorni dalla condanna a morte all'esecuzione, in modo da permettere una riflessione più approfondita sulla condanna e un eventuale ripensamento. Secondo alcuni storici fu proprio l'influenza del vescovo Ambrogio a indurre un inasprimento della politica religiosa di Teodosio nei confronti del paganesimo.
Già nel 388 Sant'Ambrogio aveva obbligato il sovrano a rivedere la decisione di condannare il vescovo di Callinico e i locali cristiani da questo spinti alla distruzione della sinagoga della stessa città a ricostruirla a loro spese, giungendo così all'impunità per tutte le persone implicate, con la "minaccia" della sospensione delle funzioni religiose.

#### Provvedimenti contro il culto pagano
Dopo l'episodio della ribellione di Tessalonica e della strage fatta perpetrare contro i cittadini ribelli da Teodosio e la successiva penitenza che gli fu imposta da Ambrogio, la politica religiosa dell'imperatore si irrigidì notevolmente: tra il 391 e il 392 furono emanati una serie di decreti (noti come decreti teodosiani) che attuavano in pieno l'editto di Tessalonica: venne interdetto l'accesso ai templi pagani e ribadita la proibizione di qualsiasi forma di culto, compresa l'adorazione delle tatue; furono inoltre inasprite le pene amministrative per i cristiani che si fossero convertiti nuovamente al paganesimo e nel decreto emanato nel 392 da Costantinopoli, l'immolazione di vittime nei sacrifici e la consultazione  delle viscere erano equiparati al delitto di (lesa) maestà, punibile con la condanna a morte.
Vennero abolite le restanti vacanze pagane; vennero sciolte le Vestali ed estinto il sacro fuoco nel Tempio di Vesta nel Foro Romano; infine, Teodosio fece chiudere definitivamente i giochi olimpici e i tornei gladiatori (una decisione presa, secondo alcuni, su consiglio di Sant'Ambrogio). Teodosio rifiutò anche di restaurare l'Altare della Vittoria in Senato, come richiesto dai senatori pagani.
I templi pagani furono oggetto di una sistematica demolizione o trasformazione in chiese cristiane da parte delle comunità cristiane e dei monaci appoggiati dai vescovi locali (in molti casi con l'appoggio dell'esercito e delle locali autorità imperiali) che si ritennero autorizzati dalle nuove leggi: si veda, per esempio, la distruzione del tempio di Giove ad Apamea, a cui collaborò il prefetto del pretorio per l'oriente, Materno Cinegio o le moltissime chiese di Roma e delle principali città dell'Impero che erano precedentemente templi pagani.
L'inasprimento della legislazione con i "decreti teodosiani" provocò delle resistenze presso i pagani. Ad Alessandria d'Egitto il vescovo Teofilo ottenne il permesso imperiale di trasformare in chiesa un tempio di Dioniso, provocando una ribellione dei pagani, che si asserragliarono nel Serapeo compiendo violenze contro i cristiani. Quando la rivolta fu domata per rappresaglia il tempio fu distrutto (391).
Teodosio durante il suo regno fece coniare monete in cui egli stesso era raffigurato nell'atto di portare un labaro recante il Chrismon. Nel 393, interpretando i Giochi olimpici come una festa pagana, ne decise la chiusura influenzato da Ambrogio. A determinare tale decisione contribuirono anche la strage di Tessalonica e l'ormai intollerabile livello di corruzione tra gli atleti che falsava le competizioni. Così facendo decretò la fine di una tradizione millenaria.

### Imperatore unico

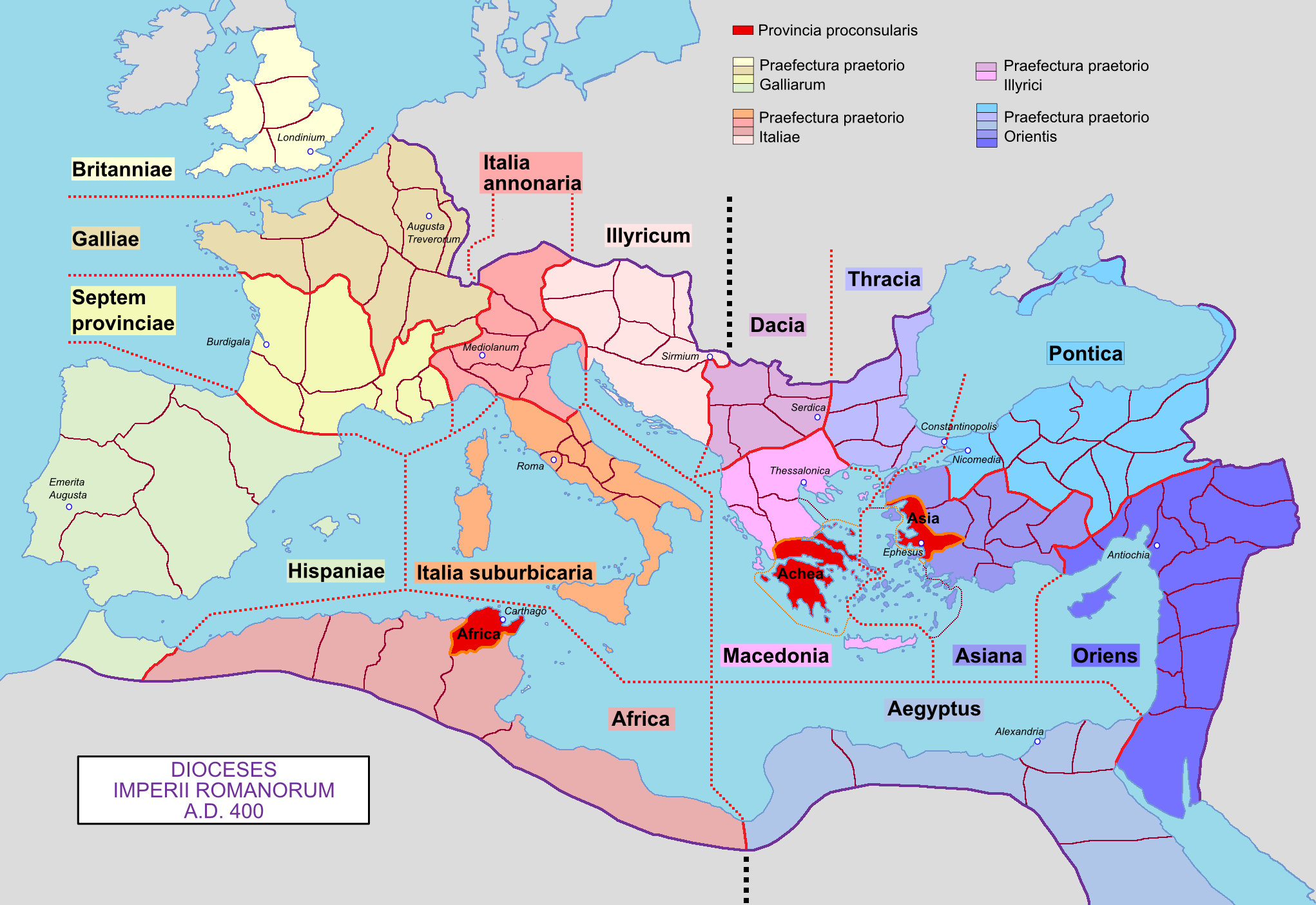
L'Impero romano alla morte di Teodosio I (395), e la relativa divisione amministrativa dell'impero in prefetture e diocesi

Dopo il 392, a seguito della morte dell'imperatore Valentiniano II, Teodosio governò come legittimo imperatore unico, sconfiggendo l'usurpatore Flavio Eugenio e il suo magister equitum franco Flavio Arbogaste nella Battaglia del Frigido, del 6 settembre 394.
La guerra scatenata da Eugenio, i cui eserciti marciavano al grido di Ercole invincibile, rappresentò l'ultimo tentativo di restaurare, almeno in una parte dell'impero, gli antichi culti religiosi ormai messi in discussione dall'avanzata del cristianesimo.
Nell'inverno del 394 Teodosio si ammalò di idropisia e dopo poche settimane (il 17 gennaio 395) morì, lasciando il generale Stilicone come protettore (parens) dei figli Arcadio e Onorio. In realtà a fungere da protettore di Arcadio fu, fino al momento della sua morte, il Prefetto del Pretorio d'Oriente Flavio Rufino, sostituito successivamente da Eutropio.
Il 27 febbraio del 395 si tennero i solenni funerali di Teodosio celebrati da Ambrogio, che pronunciò il De Obitu Theodosii. Le esequie si svolsero seguendo per la prima volta il rito cristiano. Fu tuttavia divinizzato secondo l'antica tradizione pagana romana.
L'8 novembre di quello stesso anno la salma di Teodosio venne tumulata nella basilica degli Apostoli di Costantinopoli.

## Matrimonio e discendenza
Teodosio si sposò due volte.
Nel 376, sposò Elia Flacilla (morta nel 386), da cui ebbe tre figli:
- Arcadio (377-408), imperatore romano;
- Elia Pulcheria Teodosia (378-385), morta bambina;
- Onorio (384-423), imperatore romano.

Nel 387, un anno dopo essere rimasto vedovo, sposò Galla, che morì di parto nel 394, e da cui ebbe altri tre figli:
- Graziano (388/389 - ante 395); morto bambino;
- Galla Placidia (392/393 - 450), imperatrice romana;
- Giovanni (394), morto durante il parto con la madre.

## Teodosio, mecenate delle arti

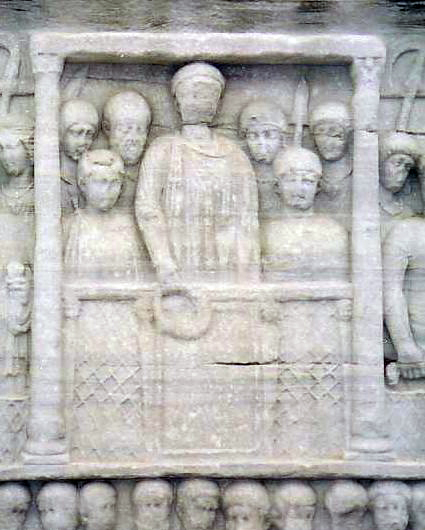
Teodosio offre una corona di alloro al vincitore, bassorilievo alla base dell'obelisco di Teodosio a Costantinopoli

Nel 390 Teodosio fece trasportare dall'Egitto a Costantinopoli l'obelisco del faraone Tutmosi III. Questo immenso bottino di guerra si erge tuttora nell'Ippodromo, la grande arena dotata di una lunga pista per le corse dei cavalli, che fu un tempo il centro pulsante della vita pubblica e politica di Costantinopoli, nonché il luogo in cui spesso scoppiarono tumulti popolari. L'erezione dell'enorme monolito costituì uno sforzo titanico per la tecnologia dell'epoca, che aveva fatto grandi progressi anche grazie alla produzione di apparati bellici per gli assedi delle città. L'obelisco, ornato dal simbolo della divinità solare Elio, era stato in un primo tempo spostato da Karnak ad Alessandria per volere di Costanzo II nel 357. Lì rimase per tutto il tempo di una generazione, immagazzinato nei depositi del porto, mentre si cercava affannosamente il modo di imbarcarlo per spedirlo a Costantinopoli; la soluzione adottata alla fine non fu soddisfacente, tanto è vero che l'obelisco si spezzò durante il trasporto.
Il grande basamento di marmo bianco (vedere l'illustrazione) è interamente ricoperto di bassorilievi che raffigurano la corte imperiale riunita al gran completo per festeggiare il trionfo dell'ingegneria che consentì la realizzazione di questa opera ciclopica. Quattro zoccoli in porfido rosso staccano la parte celebrativa dal blocco di base, con decorazioni narrative storiche e incisioni testuali che appaiono quindi scisse dal metastorico celebrativo superiore: Teodosio e la famiglia imperiale sono separati dal pubblico, composto interamente da nobili, e si trovano in un palco imperiale sormontato da un'ampia copertura, simbolo del loro rango reale. Il naturalismo, caratteristica tradizionale delle arti figurative romane, cede qui il passo a un'arte di tipo più simbolico: il concetto di ordine, dignità e lignaggio, raffigurato mediante schiere serrate di volti umani, tende a soppiantare la prosaica rappresentazione della vita quotidiana, tipica della ritrattistica pagana. Nella base con raffigurazioni storiche appare un esempio di cancellazione (damnatio memoriae) di un prefetto.